# Relikte letzter Nacht
Relikte letzter Nacht ist das zweite Soloalbum des deutschen Rappers und Sängers Kayef. Es erschien am 14. November 2014 über die Labels Kayef Media und Takeover Music Der Vertrieb wird vom Kölner Unternehmen Groove Attack übernommen.

## Titelliste
1. Relikte letzter Nacht – 3:17
2. Wieder mal – 3:40
3. Für immer jung – 3:10

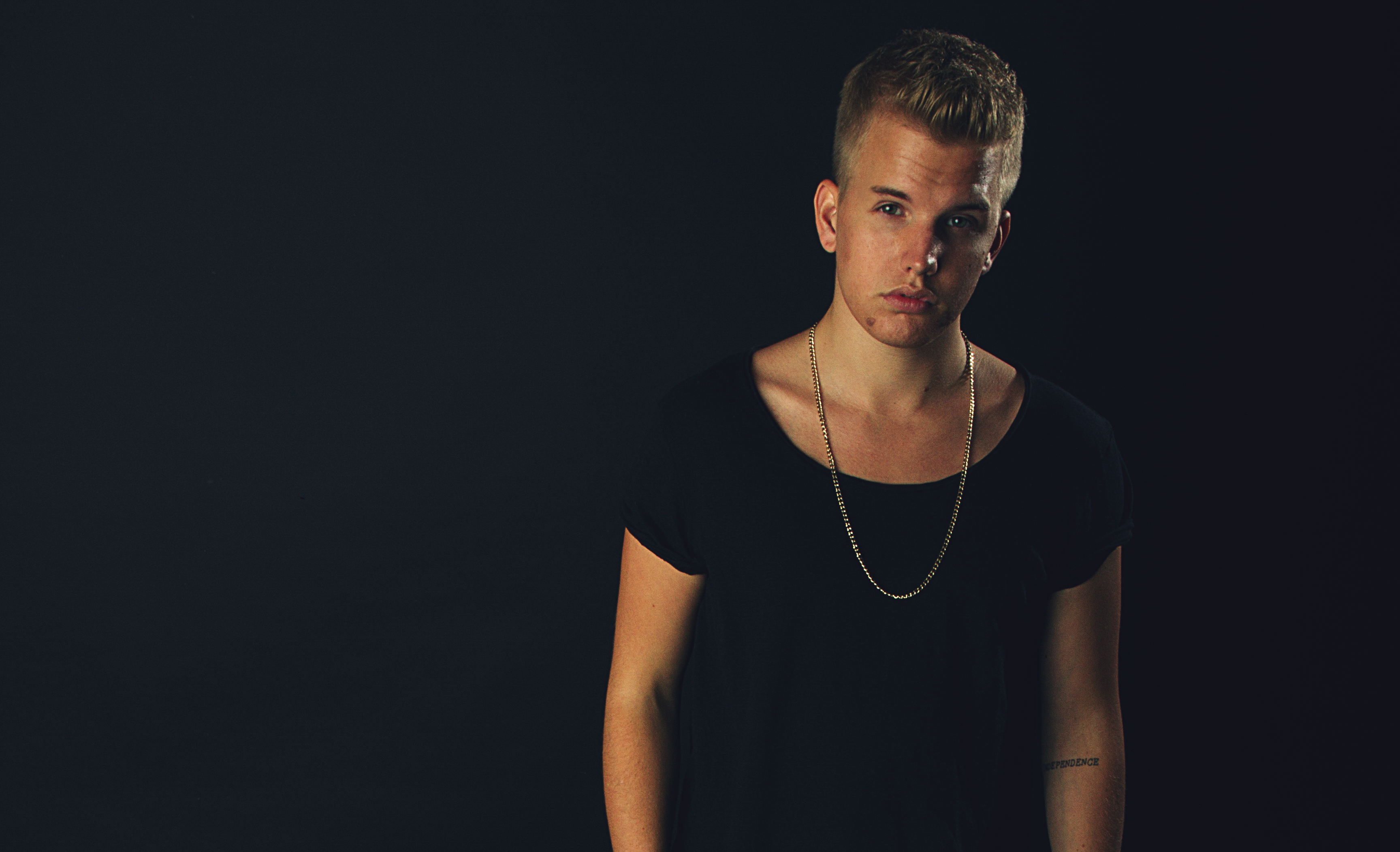
Kayef (2014)

4. Erzähl' mir nichts von Liebe 2014 – 3:10
5. Tochter des Teufels (feat. Sierra Kidd) – 3:14
6. Warum ich geh – 3:07
7. Solo – 3:04
8. Wenn die Sonne aufgeht – 3:15
9. Nie wieder niemand (feat. Liont) – 3:10
10. Spotlight – 3:10
11. Wir sein – 3:06
12. Das geht auch vorbei (feat. T-Zon) – 3:01
13. Wieder gegangen – 3:27
14. Wenn das alles ist – 3:21
15. Ich dreh' mich im Kreis – 3:50
16. Rockstar (Bonus-Titel der Deluxe Edition) – 2:59
17. Ganz egal (Bonus-Titel der Deluxe Edition) – 3:02

## Produktion
Die Aufnahmen für Relikte letzter Nacht entstanden in den Topic Studios in Solingen. Tobias „TOPIC“ Topic war dabei für die Produktion des gesamten Albums verantwortlich. Darüber hinaus war auch Kevin Kleinmann an der Entstehung der meisten Songs als Co-Produzent beteiligt. Die Stücke Solo, Spotlight und Das geht auch vorbei wurden ausschließlich von TOPIC produziert.
Davide Catalano & Ersin Türkmani traten bei Erzähl mir nichts von Liebe, Jascha Baum bei Nie wieder niemand und BTHVN bei Wenn das alles ist als zusätzliche Produzenten in Erscheinung. Die im Anschluss an die Aufnahmen erfolgte Abmischung wurde zum Großteil von Tobias „TOPIC“ Topic übernommen. Bei einigen Liedern war Yunus „KINGSIZE“ Cimen für die Abmischung zuständig. Cimen übernahm mit dem Mastering zudem den letzten Produktionsschritt von Relikte letzter Nacht. Dies erfolgte in den Homeboy Studios in Düsseldorf.

## Versionen
Relikte letzter Nacht erschien als Standard Edition, Premium Edition und Deluxe Edition. Die Premium Edition enthält zusätzlich zu den 15 Stücken der Standard Edition eine DVD. Auf dieser wird der Entstehungsprozess des Albums dokumentiert. Die Deluxe Edition enthält mit den Songs Rockstar und Ganz egal zwei Bonus-Titel.

## Illustration
Die Fotos für das Booklet des Albums wurden von Marvin D. Ströter geschossen. Zudem übernahm Ströter die anschließende Gestaltung des Artworks.

## Vermarktung
Neben der Nutzung seines YouTube-Kanals zur Vermarktung in Form von Making-ofs, Interviews oder Statements, wurden zu einigen Liedern Musikvideos produziert. So wurde Mitte September das Titellied Relikte letzter Nacht als Video veröffentlicht. Dieses war von Wevame Medienproduktion produziert worden. Marvin Ströter war für die Regie verantwortlich. Als zweites Stück wurde Wir sein visuell umgesetzt. Auch diese Produktion wurde von Wevame Medienproduktion und Marvin Ströter übernommen. Ende Oktober 2014 folgte ein Musikvideo zu Wieder mal, das in Paris gedreht worden war. Des Weiteren erschien eine Video-Auskoppelung zu Für immer jung.
Der Song Nie wieder niemand erschien auf dem Sampler The Dome Vol. 71.

## Rezeption

### Charts
Relikte letzter Nacht stieg auf Platz 17 der deutschen Album-Charts ein. Damit ist es die bisher erfolgreichste Veröffentlichung des Musikers. Das Album konnte sich jedoch nur eine Woche in den Charts halten. In Österreich positionierte sich Relikte letzter Nacht auf Rang 28. Auch in der Schweizer konnte das Album mit Platz 86 in die Charts einsteigen. Bereits im August war der Song Nie wieder niemand auf Position 55 der deutschen und 52 der österreichischen Charts eingestiegen. Der Titelsong des Albums Relikte letzter Nacht erreichte Rang 100. Außerdem konnte sich das Stück Wir sein auf Platz 98 positionieren.

### Kritik
Die E-Zine Laut.de bewertete Relikte letzter Nacht mit einem von möglichen fünf Punkten. Aus Sicht der Redakteurin Laura Sprenger ähnele Kayef etwa in Für immer jung dem Rapper Cro, wobei von „dessen hingerotzter Lockerheit und nervig-sympathischen Art“ nichts zu spüren sei. Das Lied Erzähl' mir nichts von Liebe 2014 habe das Potential aufgrund seiner Eingängigkeit „zum nächsten Trash-Kracher in bester ‚Atemlos‘-Tradition [zu] avancieren.“ Inhaltlich setze sich Kayef mit „Selbstzweifel, Orientierungslosigkeit und Umhertreiben“, den Problemen der „Generation Y“, auseinander. Dies werde jedoch etwa von ERRdeKa sehr viel besser umgesetzt. Kayef dagegen drücke „ordentlich auf die Tränendrüse“, sofern er „nicht gerade seine spätpubertäre Phase“ auslebe. Auch die Nutzung von Auto-Tune-Effekten sowie die Refrains, die selbst „einigermaßen okaye Lieder“ versauen, werden von Sprenger negativ bewertet. Die Redaktion von Laut.de platzierte Relikte letzter Nacht schließlich auf Platz 9 ihrer Liste der „schlimmsten Platten des Jahres“ 2014.